# Broniszewo (województwo kujawsko-pomorskie)
Broniszewo – wieś w Polsce położona w województwie kujawsko-pomorskim, w powiecie aleksandrowskim, w gminie Aleksandrów Kujawski.

## Podział administracyjny
W latach 1975–1998 miejscowość administracyjnie należała do województwa włocławskiego. Wieś w sołectwie Służewo – zobacz jednostki pomocnicze gminy Aleksandrów Kujawski w BIP.